# Timothée Kolodziejczak
Timothée Kolodziejczak, född 1 oktober 1991 i Arras, är en fransk fotbollsspelare (vänsterback) som spelar för Paris FC. 

## Karriär
Den 21 oktober 2022 värvades Kolodziejczak av tyska Schalke 04, där han skrev på ett kontrakt över resten av säsongen. Den 6 september 2023 värvades Kolodziejczak av Ligue 2-klubben Paris FC, där han skrev på ett tvåårskontrakt.